# Asociación de veteranos del Real Madrid Club de Fútbol
La Asociación de veteranos del Real Madrid Club de Fútbol es una entidad privada sin ánimo de lucro y de carácter independiente fundada en 1992, que tiene por objeto integrar a cuantos jugadores de fútbol formaron parte en su momento del Real Madrid Club de Fútbol durante al menos un partido oficial, siempre que se incorporen voluntariamente. Excepcionalmente, podrán ser miembros, sin reunir el requisito anterior, los que la Junta Directiva así lo estime por sus servicios a la Asociación.
Surgida tras una serie de partidos amistosos y torneos de fútbol-11, en los que conquistó diversos trofeos, incorporó otras modalidades como el fútbol-7 y el fútbol sala, si bien el carácter de los partidos suele ser amistoso o con fines benéficos promovidos por la Fundación Real Madrid. A ella pertenecen algunos de los más notables exjugadores del club como Emilio Butragueño, Carlos Alonso Santillana, Zinedine Zidane, José Emilio Amavisca, Edwin Congo , Paco Buyo, los hermanos Alfonso e Iván Pérez o Fernando Redondo, entre otros. Dentro de la Asociación se encuentra el Real Madrid Leyendas, equipo de veteranos de fútbol-11 que disputa anualmente el Corazón Classic Match.
Tuvo también una sección de fútbol indoor, que estuvo presidida por el presidente de honor del club y de la Asociación de exjugadores, Alfredo Di Stéfano. Le sucedió en el cargo de la Asociación Ignacio Zoco hasta su fallecimiento. Desde 2015 está presidida por el también presidente de honor del club, Paco Gento hasta su fallecimiento.
Además, la sección de fútbol indoor cuenta con un equipo filial que juega la Copa de España Infantil de Fútbol Indoor.

## Historia de la Asociación de exjugadores del Real Madrid C. F.
La Asociación de ex jugadores del Real Madrid Club de Fútbol, nació en 1992 como sección de veteranos del Real Madrid Club de Fútbol, fomentando la acción social, formativa y solidaria.
Su último presidente de honor fue Ignacio Zoco, sustituyendo al fallecido Alfredo Di Stéfano
 como presidente de la Asociación de Veteranos del Real Madrid C. F. (Veteranos del Real Madrid).

### Real Madrid Club de Fútbol Veteranos
La Asociación de ex jugadores del Real Madrid Club de Fútbol, nació como sección de veteranos del Real Madrid Club de Fútbol, jugando una serie de partidos amistosos y torneos de fútbol-11, modalidad que sigue manteniéndose en la actualidad, con jugadores como Emilio Butragueño, Carlos «Santillana», Zinedine Zidane o Fernando Redondo, entre otros.

### Fútbol Indoor
El año 2008 el Real Madrid Club de Fútbol inauguró, junto con los otros 8 equipos que habían conquistado la Liga de fútbol en alguna ocasión, la Liga Española de Fútbol Indoor, participando con un equipo de veteranos en el que se encontraban Paco Buyo, Emilio Amavisca y Alfonso Pérez, entre otros. Hasta entonces solo había disputado torneos amistosos desde 2002.
En la Liga 2011 participaron los 20 mejores equipos según la clasificación histórica de Primera División de fútbol. En la temporada 2012 se incorporarían el F. C. Oporto y el América de México.
En la actualidad disputan a nivel nacional la Liga, la Copa y la Supercopa de Fútbol Indoor, y a nivel internacional competiciones europeas (la Copa de Europa de Fútbol-Indoor).

## Fútbol Indoor
La Sección de Fútbol-Indoor del Real Madrid Club de Fútbol:

### Organigrama
- Presidente del Club:  Florentino Pérez.
- Presidente de la Asociación de ex Jugadores y Presidente de Honor del Club: Ignacio Zoco (del 11 de septiembre de 2014 al 28 de septiembre de 2015), que sucedería en el cargo a  Alfredo Di Stéfano († falleció el 7-7-2014).
- Técnico:  Eugenio Martínez de las Heras, "Geni".

### Plantilla Primer Equipo
La plantilla del primer equipo de la sección de fútbol-indoor del Real Madrid Club de Fútbol para la temporada 2012/13 es la siguiente:
- Koke Contreras
- Rojas
- Torres Mestre
- Mesas
- Ramis
- Fernando Sanz
- Julio Llorente
- Iván
- Sestelo
- Alfonso
- Amavisca
- Carlos Sánchez
- Velasco
- Belenguer
- Marcos
- Víctor

### Fútbol Indoor Base
El Real Madrid Club de Fútbol cuenta con un equipo filial de fútbol indoor, vinculado a las categorías inferiores de fútbol del Real Madrid, habiendo participado en la Copa de España Infantil de Fútbol Indoor desde su fundación, en 2009, hasta las ediciones organizadas del citado evento (temporada 2012-2013).
Pese a su corta existencia es de los más laureados en la actualidad, proclamándose campeón en las dos siguientes ediciones del Torneo (2010 y 2011), y quedando subcampeón en 2012.

## Entrenadores
- José Luis Morales (hasta la temporada 2012/13)
- Eugenio Martínez de las Heras, "Geni" (comenzó en la temporada 2012/13[12])

- Hugo Sánchez (partido amistoso en 2011)

## Instalaciones deportivas
- En la actualidad existen cuatro instalaciones permanentes homologadas por la Asociación de Fútbol Indoor,[13] en la que el Real Madrid juega en las instalaciones de MADRID - ZONA NORTE, en el Polideportivo La Cabrera, situado en la calle La Cabrera s/n, y por una iniciativa de Rafael Cecilio, se construyó este campo de Fútbol Indoor en las instalaciones del Club Unión Zona Norte, que con tanto éxito dirige Pedro Muñoz Rubio desde hace muchos años.[14]

- En su modalidad de fútbol-11 y fútbol-7, también juega sus partidos comon local en la Ciudad Real Madrid, en Valdebebas, y en el coliseo blanco, el Estadio Santiago Bernabéu.

## Web
Además de la web oficial del club, la asociación, adaptándose a los más recientes formatos para difundir la información, ha registrado el dominio http://veteranosrealmadrid.es (Página oficial de la Asociación de exjugadores del Real Madrid), una página web de fácil navegación en la que sus usuarios pueden acceder a las noticias más recientes sobre todos los partidos disputados y ver las fotografías de estos encuentros. Además, la página cuenta con artículos de opinión, actualidad y mucho más. También se puede participar de la actualidad de la Asociación a través de las redes sociales.

## Palmarés
Pese a la corta edad de la sección en modalidad de fútbol indoor, el club ya se encuentra entre los mejores de España, y así lo reflejan sus títulos, siendo también finalista de la primera edición de la Copa de Europa de Fútbol indoor, quedando subcampeón del torneo. Sin embargo, desde algunos años antes, la sección tomaba vida con el nombre de Real Madrid Club de Fútbol Veteranos, de manera no oficial, al no haber competiciones que disputar. Por tal motivo, solo disputaban amistosos, hasta la creación oficial de las competiciones de fútbol indoor, y por tanto de la sección.
Bien es cierto, que aunque se trata de la misma sección, a través de la Asociación de exjugadores del Real Madrid C. F., comparece tanto en la modalidad de fútbol indoor como en la de fútbol-11, así como en la de fútbol sala y fútbol-7.
Además de los torneos conquistados reflejados a continuación, la sección de veteranos del Real Madrid C. F., gana numerosos partidos benéficos, homenajes y amistosos, que hacen más grande todavía su trayectoria y sus números. Las crónicas de los resultados pueden consultarse en la página web de la Asociación: http://veteranosrealmadrid.es/partidos?start=8.
Los torneos en los que se disputaban algún trofeo son los siguientes:

### Torneos nacionales de Fútbol Indoor
- 1 Liga Nacional de Fútbol Indoor: 2012.

3 Subcampeonatos: 2008, 2009, 2014.
- 2 Copa de España de Fútbol Indoor: 2009, 2011.

1 Subcampeonato: 2008.
- 3 Supercopa de España de Fútbol Indoor

2009, 2010, 2011.

#### Distinciones individuales
- Portero menos goleado de la Liga Nacional: Paco Buyo (2009).

- Jugador Estrella de la Liga Nacional: Amavisca (2012).

- Máximo Goleador de la Liga Nacional: Amavisca (2012).

### Torneos internacionales de Fútbol Indoor
- Copa de Europa de Fútbol Indoor:

1 Subcampeonato: 2011.

### Torneos amistosos de Fútbol Indoor
- 1 Torneo de Navidad: 2002.
- 1 Torneo de Valencia: 2004.
- 1 Torneo de Reyes: 2005.
- 1 Copa Movistar: 2011.
- 1 Torneo Hero Cup Indoor (Wetzlar)": 2016 (Amavisca elegido mejor jugador).
- Torneo Flextrom Cup:

1 Subcampeonato: 2013 (Pedro Contreras elegido mejor portero).
- Torneo Ruhrpott

1 Subcampeonato: 2013.
Iván Pérez se adjudicó los trofeos al máximo goleador y mejor jugador del Torneo Ruhrpott.
- Beckenbauer Cup:

1 Subcampeonato: 2025

#### Galardones
- Trofeo al Mejor Equipo del Torneo Internacional de Dubái de Fútbol Indoor: 2013.[16]

### Torneos amistosos de Fútbol-11
- 1 Torneo Homenaje a Puskas: 2009.[17]
- 1 Trofeo Homenaje a José Llopis Corona: 2009.[18]
- 10 Corazón Classic Match (Amistoso benéfico): 2010,[19] 2011,[20] 2012,[21] 2013,[22] en 2014 empate,[23] 2015, 2016, 2017, 2018, 2019.
- 1 Trofeo Día de Andalucía: 2012.
- Copa Federico Revuelto:

1 Subcampeonato: 2012.
- 1 Legends Match: 2012.
- 1 Memorial Eladio del Toro: 2012.
- 3 Memorial Ramón Grosso: 2008, 2013, 2014.
- 1 Red Heart United Charity: 2013.
- 2 Trofeos Simbólicos de Loja y 1 Placa Conmemorativa (Amistoso de Loja): 2013.[16]
- 1 Trofeo Gira Solidaria Veracruz (México): 2013.[16]
- Torneo Solidario de Vallecas

1 Subcampeonato: 2014.
- 2 Torneo Cuadrangular de Vallecas: 2014, 2015.[25]
- 1 UNESCO Cup: 2014.[26]
- 1 Legens Cup (Madrid-Barça): 2014.[27]
- 1 Copa del Mártir: 2015.
- 1 Torneo Winningleague: 2015.
- 1 Triangular de Carabanchel: 2016.
- 1 Triangular de Oberena (Homenaje a Zoco): 2016.

### Torneos amistosos de Fútbol-7
- 1 Torneo en Doha (Qatar), "Clásico Madrid-Barça": 2012.
- 1 Copa Internacional de Veteranos de Fútbol: 2013.[16]